# احتلال كوريا الشمالية لكوريا الجنوبية
شكّل احتلال كوريا الشمالية لكوريا الجنوبية من يونيو إلى سبتمبر 1950 المرحلة الأولى من الحرب الكورية.
في 25 يونيو 1950، عبر الجيش الشعبي الكوري الشعبي الكوري خط العرض 38 درجة شمالًا بين كوريا الشمالية والجنوبية حيث تقدم بسرعة لا تصدق، واستولى على سول في 28 يونيو 1950. هكذا بدأ الاحتلال الكوري الشمالي لكوريا الجنوبية لمدة ثلاثة أشهر. انتهى هذا الاحتلال مع بدء هجوم الأمم المتحدة المضاد في إنتشون (15 سبتمبر 1950 حتى 19 سبتمبر 1950) - والمعروف باسم هبوط إنتشون.

## نظام كوريا الشمالية في الجنوب
كانت محاولة القيام بـ «ثورة» كورية شمالية في الجنوب شبيهة بتلك التي حدثت في الشمال من عام 1945 إلى عام 1950 فقد كانت منظمة ومنضبطة في معظمها. ومع أن العملية تضمنت أعمال عنف ضد أولئك الذين يعتبرون خونة أو أعداء للشعب، فإن «احتلال الجيش الشعبي الكوري لسيول وجزء كبير من كوريا الجنوبية لمدة ثلاثة أشهر كان بعيدًا عن عهد الإرهاب». :26 وقد انعكس هذا في الطرق التي نفذ بها الكوريون الشماليون الإصلاح الزراعي، وشكلوا فيها المنظمات النسائية والشبابية، وأعادوا من خلالها تأسيس اللجان الشعبية، وجهود التلقين المنظمة من خلال الدعاية.

### التخلص من «أعداء الشعب»
بمجرد دخول الكوريين الشماليين إلى سول، بدأوا عمليات قتل جماعي ضد الشيوعيين الفعليين أو المشتبه بهم، وتم نقل الشخصيات السياسية الأكثر أهمية إلى السجن. كان المستهدفون على وجه التحديد هم «المتعاونين اليابانيين السابقين، وأعضاء رفيعي المستوى في نظام ري، والشرطة الوطنية، وأعضاء مجموعات الشباب اليمينية».:26 نُفذت عمليات الإعدام في بعض الأحيان من قبل «محاكم الشعب» المنظمة على عجل؛ خلاف ذلك، تم إطلاق النار على أولئك الذين يعتبرون مقاومين للنظام الكوري الشمالي على الفور. توفي حوالي 3000 مواطن بسبب مثل هذه الاعتقالات المنظمة. وبصرف النظر عن عمليات الإعدام هذه، فقد كان الجيش الشعبي الكوري وشركاؤه «حريصين، على الأقل في بداية الاحتلال، على تجنب تنفيذ العدالة بشكل تعسفي ووحشي».:28

### اللجان الشعبية
أعاد الكوريون الشماليون تأسيس اللجان الشعبية. عند نهاية الحرب العالمية الثانية وتحرير كوريا من اليابان، شكل الكوريون هيئات إدارية محلية تسمى «اللجان الشعبية» للحفاظ على النظام في عدد من المواقع المختلفة. عندما دخل الأمريكيون الجنوب في 8 سبتمبر 1945، سعوا على الفور إلى حل اللجان الشعبية. تم إعلان استعادة اللجان الشعبية في أول خطاب إذاعي لكم إيل سونغ بعد اندلاع الحرب الكورية.:269 كان يُنظر إلى إحياء احتلال كوريا الشمالية للجان الشعبية على أنه رمز للاستقلال عن الأمريكيين.
في سول، تم تنظيم لجنة شعبية في سول بسرعة بقيادة جنوبية في الغالب. لقد سعت اللجنة إلى مصادرة جميع الممتلكات اليابانية، وممتلكات حكومة جمهورية كوريا، ومسؤولي حكومة سول، و«الرأسماليين الاحتكاريين».:269 ومع أن العديد من الشخصيات السياسية إما قُتلوا أو وُضعوا في السجن، إلا أن البعض تجنب هذا المصير من خلال الانضمام إلى اللجنة الشعبية في سول، مثل O Man-sop و Cho So-ang و Kim Kyu-sik. حصل يي سونغ يوب، من الجنوبيين، على منصب رئيس اللجنة الشعبية في سول من قبل الجيش الشعبي الكوري.:25

### استصلاح الأرض
بدأ نظام إصلاح الأراضي في كوريا الشمالية في أوائل يوليو. قد تكون إجراءات إصلاح الأراضي هذه قد حفزت بشكل أكبر على تنفيذ الإصلاح الزراعي في كوريا الجنوبية بعد الحرب الكورية.
تم أخذ الأرض من الملاك البارزين وإعادة توزيعها على المستأجرين والمزارعين المعدمين. حصلت العائلات على الأرض بناءً على عدد نقاط العمل التي حصلت عليها كل عائلة، و«سيتم فرض ضرائب على الأراضي التي أعيد توزيعها حديثًا بنسبة 25 بالمائة من المحصول السنوي»:27 كان ملاك الأراضي الجنوبيون قادرين على الاحتفاظ بأراضي أكثر من ملاك الأراضي الشماليين - سُمح لهم بـ20 تشونغبو (حوالي 50 فدانًا)؛ في الشمال، لم يُسمح بأي شيء يزيد عن 5 تشونغبو.:27
أعطيت اللجان الشعبية سلطة تنفيذ إعادة توزيع الأراضي، تحت إشراف كوادر الحزب الكوري الشمالي. تمت إعادة توزيع الأراضي في النهاية في كل مقاطعة خارج محيط بوسان.:270
زعم الكوريون الشماليون أنه «تم الانتهاء، بحلول نهاية أغسطس 1950، من إصلاح الأراضي في مقاطعات جيونج جي، وشمال وجنوب تشونج تشونج، وشمال جولا، وفي معظم مناطق جولا الجنوبية». تشير التقديرات أيضًا إلى أنه بحلول الوقت الذي غادر فيه الجيش الكوري الشمالي كوريا الجنوبية، تمت إعادة توزيع 573 ألف جونغبو، أو 95% من الأراضي المستهدفة لإعادة التوزيع (التي كانت متوقعة في فاتورة الأراضي الحكومية) بالكامل.:1340

### النساء والشباب
لعبت النساء والشباب دورًا كبيرًا سياسيًا واجتماعيًا أثناء الاحتلال، كما هو الحال في الشمال. كان المؤيدون الجنوبيون لاحتلال الشمال في الغالب من الطبقة العاملة وطلاب الجامعات والمدارس الثانوية والإناث.:27 وُعدت النساء بحقوق متساوية، وكانت هذه إحدى السياسات القليلة التي تركت انطباعًا إيجابيًا لدى الجنوبيين. انخرطت العديد من النساء في التحالف النسائي الذي تم تنظيمه في كل منطقة.
كان هناك أيضًا تركيز على الشباب، حيث كان ينظر إليهم على أنهم أكثر مرونة تجاه الشيوعية. أُجبر الشباب على حضور الاجتماعات السياسية، بينما لم يُطلب من المسنين ذلك. أيضًا، تم استخدام المدرسة كمصدر مهم للجهود الدعائية تجاه الشباب، وتم تنظيم الشباب الشيوعيين (تحالف الشباب) بدقة وعلى نطاق واسع من خلال المدارس.:762 على سبيل المثال، تم تعيين أعضاء تحالف الشباب في أقسام مختلفة. كان هناك قسم تعليمي وقسم ثقافي وقسم تسجيل وقسم محاسبة، مع التركيز على التنظيم والتلقين.:763 كان لتحالف الشباب مقار على مستوى المقاطعة والبلد والمدينة مثل التحالف النسائي. وفقًا للمؤرخ تشارلز أرمسترونغ، وجد استطلاع أجراه سلاح الجو الأمريكي أن ما يقرب من "ثلثي الطلاب يدعمون بنشاط الجيش الشعبي الكوري. :26

### الدعاية
انتشرت الدعاية من خلال استخدام الوثائق المطبوعة واجتماعات إعادة التثقيف. كانت بعض الأهداف الرئيسية هي «تعزيز العدوان تجاه الولايات المتحدة»، وتحويل الكوريين الجنوبيين ضد حكومتهم، وإظهار فوائد العيش في ظل نظام كوريا الشمالية للمواطنين.:757
تمت مصادرة أجهزة الراديو بسبب القلق من أن الناس سوف يستمعون إلى الأخبار الدولية حول الحرب، وقد تم استبدالها بأجهزة راديو محلية «مغلقة على طول موجة بيونغ يانغ».:759 تم استخدام هذه الإذاعات لتكرار محتوى الصحف، وكانت الموسيقى التي تم تشغيلها إما أغاني حزبية، أو قصائد لستالين، أو موسيقى كلاسيكية من تأليف الملحنين السوفييت. ومع ذلك، غالبًا ما يُخبئ بعض الأشخاص أجهزة الراديو ذات الموجات القصيرة في أسقفهم أو طوابقهم للاستماع إلى بث الأمم المتحدة، حتى مع العلم أنهم قد يتعرضون للقتل أو السجن بسبب قيامهم بذلك.:765
توقفت طباعة الصحف الموجودة وتم استبدالها بأوراق جديدة من الحزب. تمت كتابة المقالات من قبل شخصيات ومسؤولين حزبيين، وبالتالي كان المحتوى يميل إلى أن يكون بيانات رسمية ورسائل وخطب. ومع أن المحتوى قد يكون متكررًا ومملًا، إلا أن الكوريين الشماليين حرصوا على أن تكون الصحافة في متناول الجماهير، لأنهم رأوا أن هذه الوسيلة فعالة في الإثارة.:760
تم استخدام الملصقات والكتب والمسيرات الجماهيرية والمنشورات والعروض المسرحية وحتى الكتب المصورة للدعاية. انضم العديد من الكتاب البارزين في الجنوب مثل نو تشونميونج، وهي شاعرة، إلى رابطة الكتاب الشيوعيين وشاركت بنشاط في الأنشطة الدعائية، مثل كتابة القصائد أو الكتب لحكومة الشمال.:213
يبدو أن المسيرات والمهرجانات كانت أفضل ما تفضل كوريا الشمالية استخدامه للدعاية. من المفارقات أن الشماليين خططوا في 15 سبتمبر 1950، يوم هبوط إنتشون، لإقامة مهرجان، تقرر أن يكون في سول، لاحتفال بـ«النصر الشيوعي وإعادة توحيد البلاد».:764 كان الملحنون وفناني الأداء البارزون يشاركون في هذا الحدث ولكن انتهى بهم الأمر بالفرار.
كما تم استخدام اجتماعات المجتمع أو الاجتماعات التنظيمية لتلقين وإعادة تثقيف سكان كوريا الجنوبية. لقد شملت هذه اجتماعات القراءة، التي يقرأ فيها الناس بشكل جماعي الصحيفة أو نصًا شيوعيًا، واجتماعات النقد الذاتي، والتي تكونت من اعترافات علنية بأفعال أو ممارسات ضد النظام الشيوعي، يليها الجمهور الذي يصوت على قبولها أو رفضها.:764 كما تم تشجيع الناس على اتهام الآخرين من حولهم بمشاعر معادية لنظام الاحتلال، أو أولئك الذين لم يلتزموا بالقوانين المعمول بها.

## العواقب
بعد هبوط إنتشون الذي كان في 15 سبتمبر، انهار شكل الإدارة المنظم والمنضبط إلى حد ما. «وقع قتل وتدمير ممتلكات على نطاق واسع»:28 مع انسحاب الجيش الشعبي الكوري ضد القوات المتقدمة. لقد أزال الشيوعيون حوالي 20 ألف من أسرى الحرب في «مسيرة الموت» شمالًا وقتلوا العديد من السجناء السياسيين والعسكريين الكوريين الجنوبيين. ومع ذلك، وبعد إعادة احتلال سول من قبل الأمم المتحدة وقوات كوريا الجنوبية، سيتم تطهير العديد من أولئك الذين انضموا للجان أو دعموا النظام الشمالي مرة أخرى، وهذه المرة من قبل الكوريين الجنوبيين.